# Locomotivas classe Pacific 350 a 369 da EFCB
As locomotivas Pacific rodagem 4-6-2 série 350-369 operaram na EFCB e posteriormente RFFSA entre 1927 e 1969.

## História
Foram recebidas como um complemento as locomotivas Pacific anteriormente adquiridas da ALCo/Baldwin nos anos 10 e das adquiridas em 1926 da Linke Hofmann. E por fim foram também complementadas por uma unidade foi fabricada no Depósito do Norte (Roosevelt) em 1937, a partir de peças de reposição e de uma caldeira da ALCo de reserva.
Durante o auge da tração a vapor na EFCB entre os anos 30 e 40 essa locomotivas tracionavam os trens noturnos e expressos, destacando-se o chamado "Expresso Cruzeiro do Sul" (Rio-São Paulo), formado por alguns dos primeiros carros de aço do brasil, pioneirismo apenas ultrapassado pela VFRGS e Cia. Paulista de E.F; Eram também utilizadas na linha do centro e no restante do ramal de São Paulo, foram substituídas nos anos 50 pelas locomotivas RS-1 e quando o expresso cruzeiro do sul foi suprimido e substituído pelo "Expresso Santa Cruz" as locomotivas "Pacifics" restantes passaram a ser utilizadas para tracionar trens secundários compostos de carros de madeira, comboios de carga e trens de serviços. 
No final do processo de dieselização e com o mesmo praticamente consolidado como principal fonte de tração da EFCB, agora parte da RFFSA, as ultimas 9 locomotivas ainda restantes nos anos foram baixadas e sucateadas em 1969 em detrimento do recebimento das locomotiva U-6B que eliminaram de uma vez por todas a tração a vapor e que agora poderiam atender ao grande número de trens do Departamento de Via Permanente usados nas extensas obras do Ramal de São Paulo. 

## Conservação, estado atual e curiosidades
Apenas a locomotiva numero 353 (Posteriormente renumerada a 453 em virtude do SIGO) foi salva para a preservação, tendo em vista que se tratava de uma locomotiva histórica pois a mesma, apelidada de "Velha Senhora" quebrou o recorde de velocidade ferroviária no Brasil em 1947 alcançando incríveis 147 km/h.[carece de fontes?]  Atualmente a mesma ainda se encontra preservada, aos cuidados da ABPF tracionando o "Trem de Guararema", parte do antigo ramal de São Paulo.

### Características da Locomotiva Nº 353
Ao lado estão expostos os dados e características atuais da mesma. 